# Ergin Sezgin
Ergin Sezgin (* 26. Juli 1953 in Mardin, Türkei) ist ein türkisch-amerikanischer theoretischer Physiker, der sich mit Elementarteilchenphysik, Branen, Quantengravitation und Supergravitation befasst. Er ist Professor an der Texas A&M University.
Sezgin erhielt seinen Bachelor-Abschluss in Physik 1975 an der Hacettepe-Universität in Ankara und wurde 1980 bei Peter van Nieuwenhuizen an der State University of New York at Stony Brook (SUNY) promoviert. Als Post-Doktorand war er an der University of Texas at Austin (und am Institute for Theoretical Physics in Santa Barbara) und ab 1981 am ICTP in Triest, dessen Mitglied er 1985 wurde. 1990 wurde er Associate Professor und 1993 Professor an der Texas A&M University.
Er arbeitete in den 1980er Jahren unter anderem mit Abdus Salam (Direktor des ICTP) über Supergravitations-Theorien in verschiedenen Dimensionen, zum Beispiel erhielt er die sechsdimensionale Maxwell-Einstein-Supergravitationstheorie  mit Kompaktifizierung auf der 2-Sphäre (auch manchmal Salam-Sezgin-Modell genannt). 1987 war er mit Paul Townsend, Eric Bergshoeff und Michael Duff ein Pionier der Betrachtung höherdimensionaler Objekte als Strings (sogenannte Brane), damals im Rahmen der Supergravitation in 11 Dimensionen.
Er hat die türkische und US-amerikanische Staatsbürgerschaft.

## Schriften
- mit Salam (Herausgeber) Supergravities in diverse dimensions, 2 Bände, World Scientific 1989 (Reprint-Bände mit Kommentar)